# Aprosphylus
Aprosphylus is een geslacht van rechtvleugeligen uit de familie sabelsprinkhanen (Tettigoniidae). De wetenschappelijke naam van dit geslacht is voor het eerst geldig gepubliceerd in 1888 door Pictet.

## Soorten
Het geslacht Aprosphylus omvat de volgende soorten:
- Aprosphylus hybridus Pictet, 1888
- Aprosphylus olszanowskii Naskrecki, 1994
- Aprosphylus sopatarum Naskrecki, 1994